# Hattane
Hattane è una città del Marocco centrale, situata nella provincia di Khouribga.

## Geografia
Il comune è diviso in due quartieri: Chaâba e Sebata.

## Ecomomia
L'economia del paese si basa sull'estrazione dei fosfati.